# Lúčky
Lúčky es un municipio del distrito de Žiar nad Hronom en la región de Banská Bystrica, Eslovaquia, con una población estimada a final del año 2024 de 194 habitantes.
Se encuentra ubicado al noroeste de la región, en el valle del río Hron —un afluente izquierdo del Danubio— y cerca de la frontera con las regiones de Nitra y Trenčín.

## Demografía
| Año        | 1994 | 2004     | 2014    | 2024    |
| ---------- | ---- | -------- | ------- | ------- |
| Población  | 192  | 213      | 212     | 194     |
| Diferencia |      | +10,93 % | −0,46 % | −8,49 % |

| Año        | 2023 | 2024    |
| ---------- | ---- | ------- |
| Población  | 196  | 194     |
| Diferencia |      | −1,02 % |